# Dorota Zglobicka
Dorota Zglobicka (ur. 1976) – polska projektantka mody.

## Życiorys
Ukończyła ASP w Gdańsku. Studiowała też w Grecji na Wydziale Multimediów Akademii Sztuk Pięknych w Atenach.
Założycielka i twórczyni marki Theo Doro. Jej projekty modowe publikowały takie magazyny, jak: Indie Soleil Magazine, Perfil Magazine, Tucson LifeStyle Magazine, Arizona Foothills Magazine, Avant Garde Magazine, 7Roar Magazine, Fine Magazine.
Jest żoną polskiego reżysera i laureata Oscara Zbigniewa Rybczyńskiego.

## Pokazy mody marki Theo Doro
- 2018:New York Fashion Week- Plitz, Fall 2018 (upcoming)[3]
- 2018:University Arizona, Spring 2018
- 2017:Phoenix Fashion Week, Fall 2017
- 2017:New York Fashion Week- Plitz, Spring 2017
- 2017:Border Fashion Week, Mexico, Spring 2017
- 2017:Moda Provocateur, Tucson, Spring 2017
- 2016:Fashion Week San Diego, Fall 2016
- 2016:Tucson Fashion Week, Fall 2016
- 2016:Phoenix Fashion Week, Fall 2016
- 2016:Fashion Week San Diego, Spring Show 2016
- 2016:Tucson Model Magazine, Fashion Show 2016
- 2015:Tucson Fashion Week 2015
- 2014:Tucson Fashion Week 2014
- 2014:Wroclaw Fashion Meeting 2014 / Poland
- 2014:Institute of Art 2014/ Poland

## Nagrody, nominacje
- 2017: Nagroda Best Designer based in Tucson, 2017 Arizona Foothills Magazine
- 2016: Nominacja Designer of The Year, Tucson Model Magazine
- 2016: Nominacja Designer of The Year by F.A.B (Faboulus.Art.Beauty)

## Filmografia
- 2009: Known For - reżyser, scenarzysta